# Cropia rivulosa
Cropia rivulosa är en fjärilsart som beskrevs av Heinrich Benno Möschler 1882. Cropia rivulosa ingår i släktet Cropia och familjen nattflyn. Inga underarter finns listade i Catalogue of Life.